# Cortes y Graena
Cortes y Graena és un municipi de la província de Granada.
L'ajuntament de Cortes y Graena està format pels nuclis de Cortes, Lopera, Los Baños i Graena. Se situa al nord de Sierra Nevada. Té una superfície de 22 km² i una altitud de 971 m. La seva població és de 1.000 habitants aproximadament. Està situat a 8 km de Guadix i a 50 km de Granada.